# كلاديون ثنائي اللون
كلاديون ثنائي اللون (الاسم العلمي:Caladium bicolor) هو نوع من النباتات يتبع جنس الكلاديون من الفصيلة اللوفية.